# Andrzej Matysiak
Andrzej Matysiak, född den 23 januari 1948 i Poznań, Polen, död 18 maj 2025, var en polsk kanotist.
Han tog bland annat VM-brons i K-1 4 x 500 meter i samband med sprintvärldsmästerskapen i kanotsport 1974 i Mexico City.

## Referencer
Den här artikeln är helt eller delvis baserad på material från engelskspråkiga Wikipedia, Andrzej Matysiak, 20 mars 2013.